# Лебединський гірничо-збагачувальний комбінат

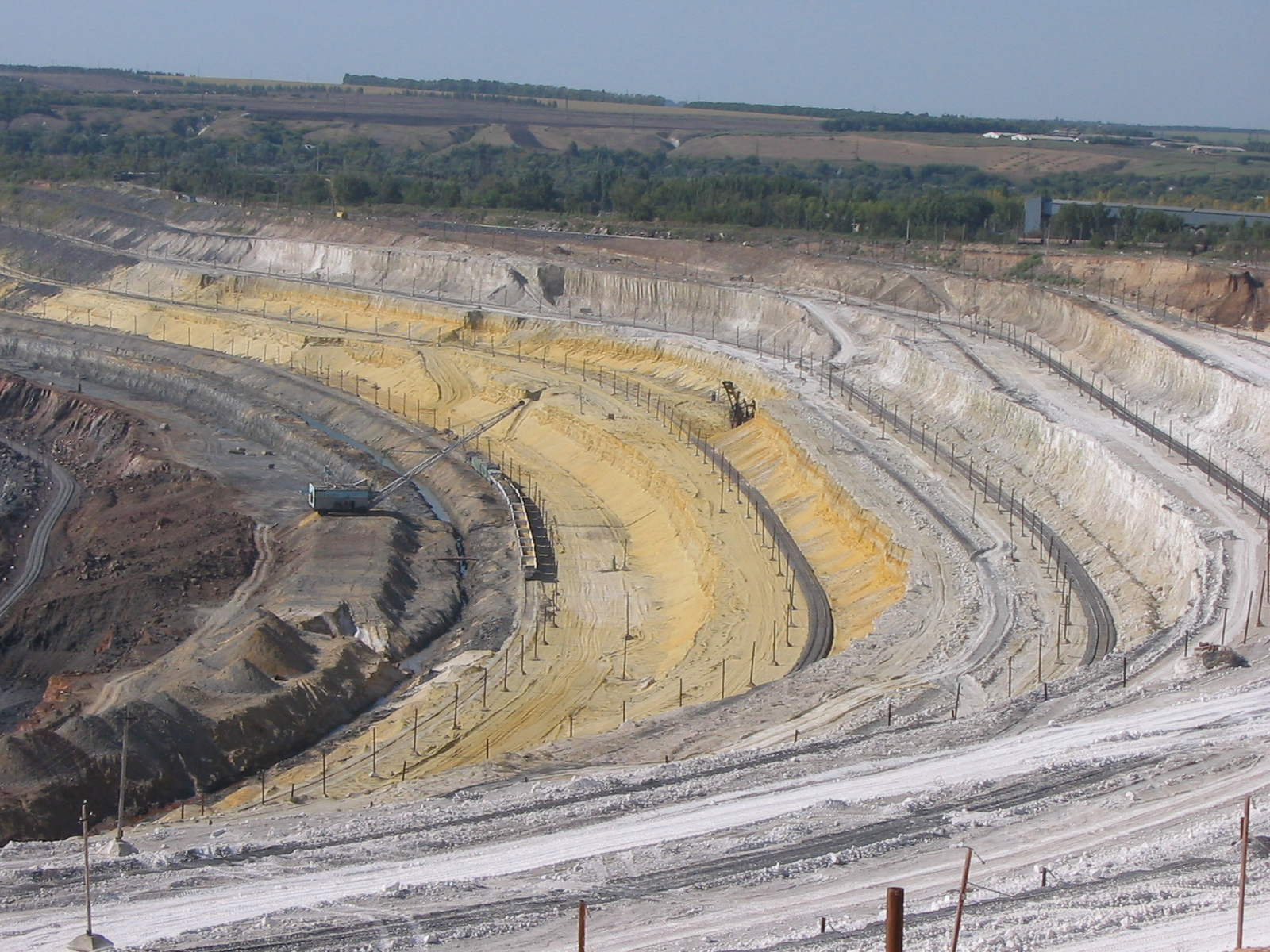
Кар'єр Лебединського ГЗК. 2004 г.

Лебединський гірничо-збагачувальний комбінат — підприємство з видобутку та переробки залізної руди у Бєлгородській області Росії.

## Історія
З 1992 р. — відкрите акціонерне товариство (ВАТ).

## Характеристика
За оцінкою експертів Лебединський ГЗК — найперспективніше підприємство залізорудної бази центрального регіону Росії. Розробляє Лебединське родовище Курської магнітної аномалії. Запаси руди 2,8 млрд т (прогнозні — 11 млрд т). Вміст заліза 34,5 %.

## Технологія розробки
Глибина кар'єра 265 м (90-ті роки XX ст.). Щорічно (дані 2002 р.) добуває понад 45 млн т руди, виробляє: понад 18 млн т залізорудного концентрату, 8,2 млн т котунів, 4,4 млн т дозбагаченого концентрату. Запаси неокиснених залізистих кварцитів Лебединського родов. оцінені в 5,5 млрд т (занесено в книгу Гіннеса), що забезпечує роботу комбінату на 100 років. На збагачувальній фабриці Лебединського ГЗК з магнетитових руд одержують концентрати двох видів — з вмістом Fe 68,5 % та 70 %.

## Фабрики Лебединського ГЗК
Хімічний склад руди представлений наступними компонентами: Feзаг =33,74%; Fe = 14,83% ; Fe2O3 = 31,72%; Si2 =42,69%; Ca = 1,62%; Mg = 2,89%; Al2O3 =1,77%; P = 0,108%; S = 0,137%; інші = 2,99%. Всі типи МК відносно грубозернисті - 70-80% зерен мають крупність 0,08-0,1 мм. Густина руди 3500-3650 кг/м3; пористість 1-6%; вологість - до 3%. Родовище розробляється відкритим способом. Максимальний розмір куска руди - 1200 мм. Лебединський ГЗК включає три збагачувальні фабрики. Технологічна схема ОФ №1 і №2 включає дві стадії рудного самоздрібнювання і три стадії магнітної сепарації. Технологічна схема ОФ №3 включає три стадії рудного самоподрібнення та п'ять стадій магнітної сепарації.
Концентрат ГЗК дозбагачується на фабриці дозбагачення. Технологічна схема фабрики дозбагачення включає одну стадію подрібнювання до крупності 98% класу - 0,044 мм і дві стадії магнітної сепарації. Для виробництва концентрату з вмістом заліза більше 70% на ЛебГЗК побудована фабрика високоякісного концентрату. Вихідна сировина фабрики - концентрат ОФ №1. Технологічна схема включає одну стадію здрібнювання в замкнутому циклі з гідроциклонами, основну і контрольну флотацію. Споживач суперконцентрату - Оскольський електрометалургійний комбінат.
Дроблення вихідної руди здійснюється в одну стадію на конусній дробарці ККД-1500/200. Перша стадія подрібнювання - на млинах типу ММС-70-23 або ММС-90-30А. Наступне подрібнювання - на рудногалечних млинах типу МРГ-4000×7500 або  МРГ-5500×7500. Класифікація здійснюється на одно- і двоспіральних класифікаторах і гідроциклонах типу ГЦ-350 або ГЦ-500. Магнітна сепарація - на барабанних сепараторах типу ПБМ-90/250 або ПБМ-120/300.